# Novembre 1886

## Naissances
- 8 novembre : Edmond Lahaye, illustrateur, peintre et chansonnier († 1981).
- 15 novembre : René Guénon, métaphysicien.
- 19 novembre : Jules Masselis, coureur cycliste belge († 29 juillet 1965).
- 27 novembre : Tsugouharu Foujita, peintre d'origine japonaise († 1968).